# Koppelstrom

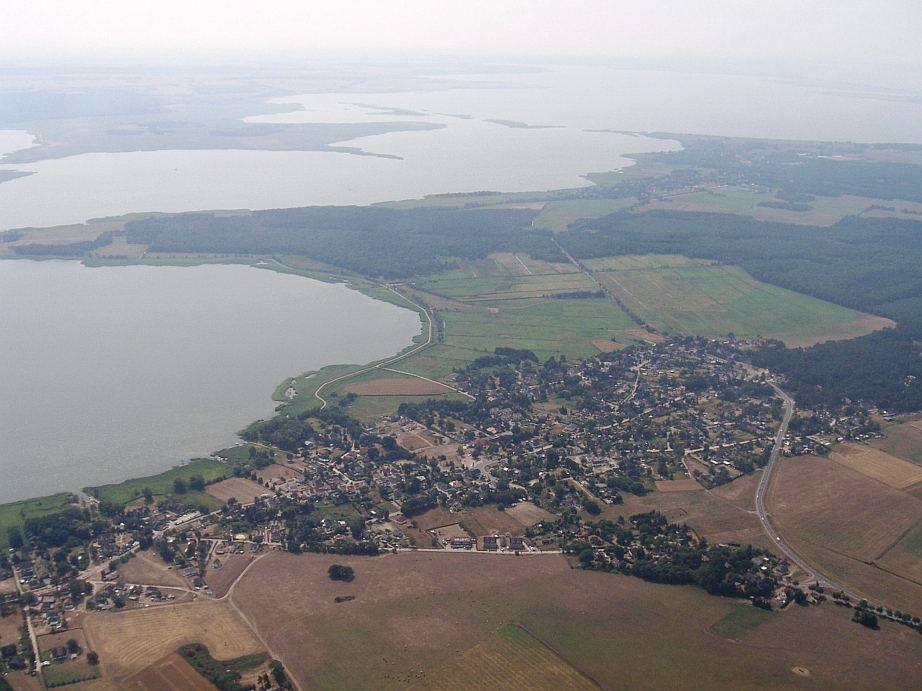
Im hinteren Teil der Koppelstrom, im Vordergrund der Darß

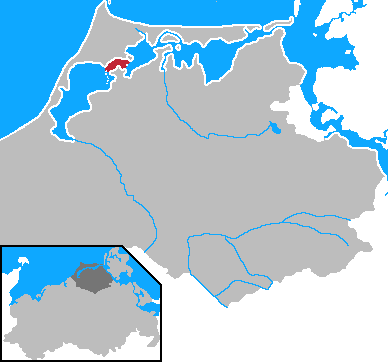
Die Lage des Koppelstromes

Der Koppelstrom ist eine größere Bucht in Mecklenburg-Vorpommern. Sie liegt an der Darß-Zingster Boddenkette zwischen Saaler Bodden und Bodstedter Bodden südlich der Halbinsel Fischland-Darß-Zingst. Sie ist bis zu 1,8 Kilometer breit und etwa vier Kilometer lang. Begrenzt wird der Koppelstrom durch die Inselgruppe Borner Bülten im Westen und die Insel Jägerbülten im Osten. An der Nordseite befindet sich die Ortslage Born a. Darß an der Bucht. Im Süden befindet sich das Gemeindegebiet Fuhlendorf. Von hier ragt die Halbinsel Rhedeort in das Gewässer und teilt den Koppelstrom in zwei fast gleich große Teile.
Vom Westen verbindet sich der Saaler Bodden über den Koppelstrom mit dem Bodstedter Bodden im Osten.
Das Wasser des Koppelstrom ist schwach salzig (1–3 Promille). 